# Стесимброт Тасоски
Стесимброт от Тасос (на старогръцки: Στησίμβροτος) е древногръцки историк, логограф, софист и поет, съвременник на Кимон и Перикъл, на когото е яростен противник. Живял е в Атина.
Роден е около 470 г. пр.н.е. на остров Тасос и месторождението му, както често се случва в древността, се добавя към името му. Умира около 420 г. пр.н.е.
Известен е предимно като автор на литературно изследване за Омир. Специалистът по древногръцка драма професор В. Н. Ярхо отбелязва митографията като традиция, която започва с древногръцките коментатори на Омир Метродор от Лампсак и Стесимброт.
Написва труд „За мистериите“, за който се твърди, че се различава от сравнимите произведения със своя полемичен тон.
Той също така написва политически памфлет за Темистокъл, Тукидид и Перикъл, с цел не толкова да оцени по достойнство тези мъже, а да разпространи всякакви анекдоти и клюки за тях. За Перикъл например той пише, че хладните отношения със сина му се дължат главно на това, че Перикъл е съблазнил собствената си снаха. Плутарх използва писанията на Стесимбротос в „Живота на Перикъл“. Улрих фон Виламовиц-Мьолендорф критикува Стесимбротос и го определя като „журналист“ от древността, който пише тенденциозни и клеветнически текстове срещу неприятните му атински политици в стила на съвременната преса.
Немският академик Валтер Буркерт смята Стесимброт от Тасос за автора на така наречения Дервентски папирус (Burkert 1987: 44, 58 p. 6).
Историкът на литературата Карл Розенкранц вижда в Антимах от Колофон (поет и учен, един от първите, публикували критични бележки за Омировата поезия), ученик на Стесимброт.
Фрагменти на произведения на Тесимброт Тасоски са публикувани от Карл Вилхелм Лудвиг Мюллер в том II на Fragmenta Historicorum Graecorum (с. 52 – 58).